# Addax Team
A Addax ou Barwa Addax, foi uma equipe espanhola de automobilismo pertencente ao banco Addax Capital, que competiu nas GP2, GP3 e GP2 Asia Series.

## História

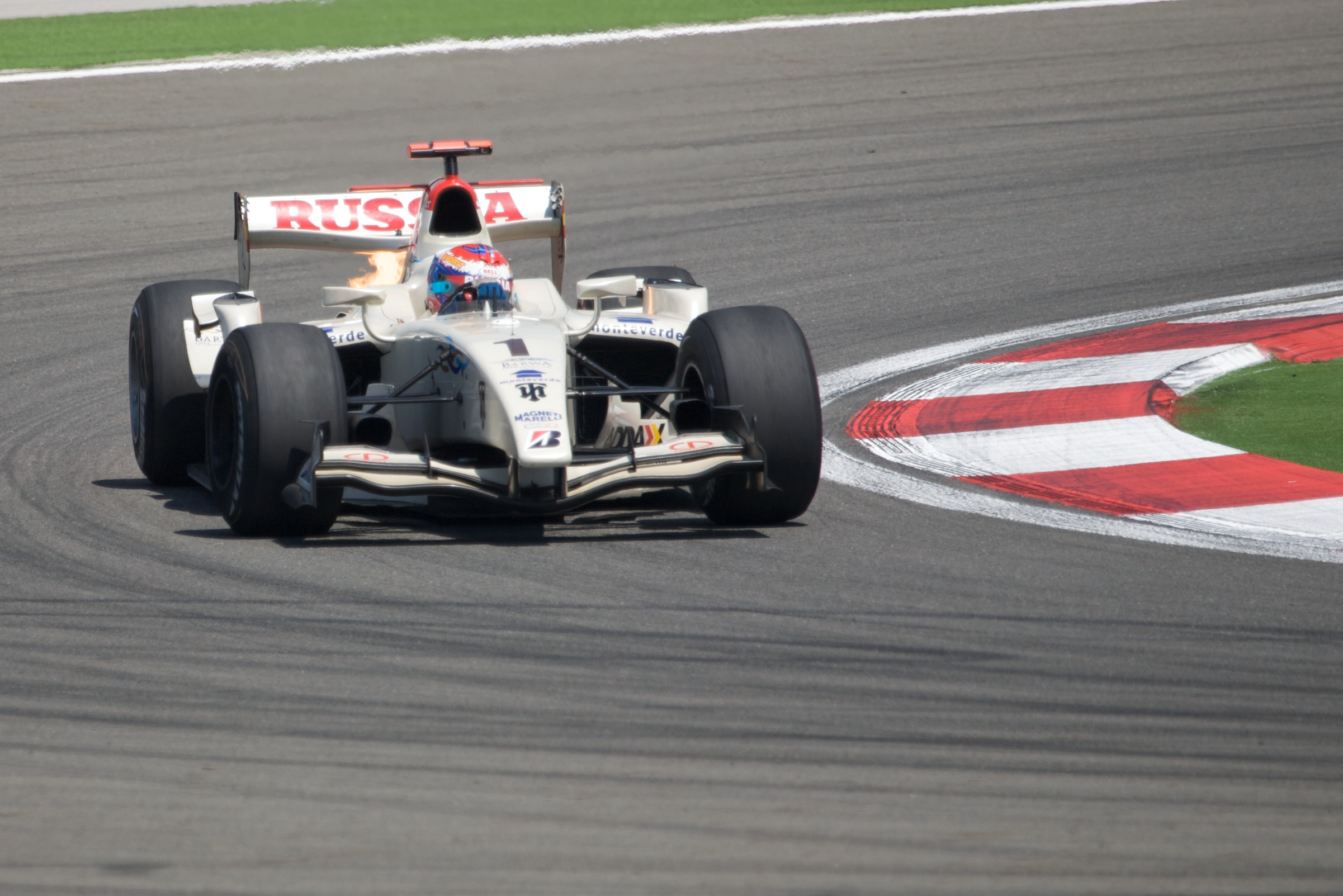
Vitaly Petrov da pilotar para a Barwa Addax no Istanbul Park, na Ronda 3 de GP2 Series de 2009.

A Barwa Addax formou-se como resultado da compra da Campos Racing GP2 Team por Alejandro Agag. A Campos Racing foi fundada pelo ex-piloto de Fórmula 1 Adrián Campos em 1998 e competiu na GP2 Series desde sua temporada inaugural realizada em 2005. Após a temporada de 2008, na qual a Campos Racing venceu o campeonato de equipes, ele decidiu passar o controle da equipe da GP2 para Agag, um empresário com interesses no automobilismo. A Campos Racing continuou competindo no Campeonato Europeu de F3 Open e, em 2010, entrou na Fórmula 1 como Campos Meta 1 antes de ser adquirida e renomeada para Hispania Racing Team. Agag renomeou o time para Addax, nome de uma espécie de antílope, e manteve o nome do patrocinador da equipe, a Barwa International, uma empresa imobiliária do Catar, para a temporada de 2009.
A Addax teve como pilotos para 2009 o campeão da GP2 Asia Series em 2008, Romain Grosjean, e o ex-piloto da Campos Racing Vitaly Petrov. Romain Grosjean obteve a primeira pole position da equipa durante a primeira sessão de qualificação da época, em Barcelona. The Frenchman also took the team's first win, leading home Petrov in a 1-2 finish.

## Resultados

### GP2 Series
| Ano  | Carro              | Pilotos         | Corridas | Vitórias | Poles | Voltas mais rápidas | Pontos | C.P. | C.E. |
| ---- | ------------------ | --------------- | -------- | -------- | ----- | ------------------- | ------ | ---- | ---- |
| 2009 | Dallara-Mecachrome | Vitaly Petrov   | 6        | 1        | 0     | 2                   | 33     | 1º   | 1º   |
| 2009 | Dallara-Mecachrome | Romain Grosjean | 6        | 2        | 2     | 2                   | 31     | 2º   | 1º   |

- Referência: Lista de Participantes e Resultados completos das GP2 e da Fórmula 3000